# كأس إسكتلندا 1932–33
كأس اسكتلندا 1932–33 (بالإنجليزية: 1932–33 Scottish Cup)‏ هو موسم من كأس اسكتلندا. فاز فيه نادي سلتيك.